# Самуэльсон, Леннарт
Леннарт Самуэльсон (швед. Lennart Samuelson; р. 8 ноября 1948, Эскильстуна, Швеция) — шведский учёный, доктор философии (1996), историк экономики, профессор (2001). Член Американского общества по продвижению славянских исследований (American Association for the Advancement of Slavic Studies — AAASS) (1985).

## Биография
Окончил Стокгольмский университет (1973). В 1970—1971 стажировался в МГУ на экономическом факультете. В годы учёбы в университете заинтересовался историей России. В 1973—1978 обучался в аспирантуре: занимался историей Ленинграда. Недоступность советских архивов для иностранных исследователей не позволила подготовить диссертацию. После работал гидом, переводчиком в Агентстве печати «Новости» в Стокгольме. С 1991 работает в Институте экономической истории Стокгольмской школы экономики. Одновременно в 1996—2001 работал в Шведской военной академии.
В 1996 защитил докторскую диссертацию на тему: «Советское оборонное планирование: М. Н. Тухачевский и военно-промышленный комплекс» (1996). Основные направления исследований: история становления и развития оборонно-промышленного комплекса СССР (с 1992), система ГУЛАГ. Автор публикаций, посвященных российской системе образования, опыту преподавания истории в школе и краеведческой работе МОУ СОШ № 59 г. Челябинска. В 1994 впервые посетил Челябинск. С 1996 занимается изучением социально-экономической истории Челябинска на основе материалов центральных архивов, ОГАЧО. Участник конференций по проблемам новейшей истории России и истории Южного Урала. В 2007 в Стокгольме опубликовал книгу «Танкоград: Скрытая история русского тыла. 1917—1953» (на швед. яз.), основанную на многолетних исследованиях в ОГАЧО и центральных архивов. За книгу «Красный колосс на гусеницах: Экономика России в тени войн XX века» (на швед. яз.) удостоен премии Шведской военной академии (2000).

## Награды
- Орден Дружбы (Россия, 28 октября 2014) — за большой вклад в укрепление дружбы и сотрудничества с Российской Федерацией, сохранение и популяризацию русского языка и культуры за рубежом[1].

## Сочинения
- Plans for Stalin’s War-Machine. Tukhachevskii and Military-Economic Planning, 1925—1941. London, 1999;
- Röd Koloss På Larvfötter: Rysslands economisk i skuggan av 1900-talskrigen. Stockholm, 1999 («Красный колосс на гусеницах: Экономика России в тени войн XX века»).
- Красный колосс: Становление военно-промышленного комплекса СССР. 1921—1941 / Перевод с англ. И. С. Давидян. М., 2001.
- Швеция в политике Москвы 1930−1950-е годы. М., 2005. Соавт.: О. Н. Кен, А. И. Рупасов.
- Rysslands 1900-talshistoria för 2000-talets ryska ungdom // HISTORIELÄRARNAS FÖRENINGS ÅRSSKRIFT (Stockholm). 2006;
- Tankograd: den ryska hemmafrontens dolda historia. 1917—1953. Stockholm, 2007;

русск.пер.: Танкоград. Секреты русского тыла 1917—1953 гг. / пер. со шведск. Н. В. Долговой. — М.: РОССПЭН; Фонд «Президентский центр Б. Н. Ельцина», 2010. — 376 с. (История сталинизма). — ISBN 978-5-8243-1477-9.
- Сталин, НКВД и репрессии 1936−1938 гг.. — М.: РОССПЭН, 2009. — 432 с. (История сталинизма). — ISBN 978-5-8243-1069-6 (совм. с В. Н. Хаустовым).